# Charminus ambiguus concolor
Charminus ambiguus là một phân loài nhện trong họ Pisauridae.
Loài này thuộc chi Charminus. Charminus ambiguus concolor được Lodovico di Caporiacco miêu tả năm 1947.